# Henryk Strasburger
Henryk Leon Strasburger (ur. 28 maja 1887 w Niemcach, zm. 2 maja 1951 w Londynie) – doktor prawa, ekonomista, polityk. Minister przemysłu i handlu, Komisarz Generalny Rzeczypospolitej Polskiej w Wolnym Mieście Gdańsku, minister skarbu.

## Życiorys
Syn Julii Simmler i Juliana Teofila Strasburgera, dyrektora Warszawskiego Towarzystwa Kopalń Węgla. Bratanek botanika Edwarda Adolfa Strasburgera i Leona Strasburgera, powstańca styczniowego. Żonaty z Olgą Dunin.
Pochodził z rodziny niemieckich ewangelików przybyłych do Warszawy w końcu XVIII w. z Freibergu w Saksonii. Jego dziadek Edward Bogumił Strasburger był cukiernikiem, właścicielem cukierni przy ul. Królewskiej, obok wejścia do Ogrodu Saskiego w Warszawie. Dziadkiem ze strony matki był malarz Józef Simmler.
Ukończył gimnazjum w Berlinie. Studiował na uniwersytecie w Heidelbergu, potem na uniwersytecie w Charkowie, gdzie w 1913 uzyskał stopień naukowy doktora prawa. Po ukończeniu studiów pracował na stanowiskach kierowniczych w przedsiębiorstwach przemysłowych. Był pracownikiem Rady Komisji Handlu Tymczasowej Rady Stanu.
Od października 1918 do 1922 podsekretarz stanu w resorcie przemysłu i handlu, w listopadzie 1918 był kierownikiem resortu w prowizorium rządowym Władysława Wróblewskiego. Od września 1920 do marca 1921 był członkiem polskiej delegacji na rokowania pokojowe w Rydze, kończące wojnę polsko-bolszewicką. Od 19 września 1921 do 5 marca 1922 był kierownikiem ministerstwa przemysłu i handlu w rządzie Antoniego Ponikowskiego, od 31 lipca 1922 do 14 grudnia 1922 kierownikiem tego resortu w rządzie Juliana Nowaka i w rządzie Władysława Sikorskiego (14 grudnia 1922 – 13 stycznia 1923). W latach 1923–1924 był podsekretarzem stanu w Ministerstwie Spraw Zagranicznych, od 1924 do 1932 Komisarzem Generalnym RP w Wolnym Mieście Gdańsku.
W latach 1933–1939 prezes Centralnego Związku Przemysłu Polskiego (tzw. Lewiatana) – głównej organizacji korporacyjnej kół przemysłowych i finansowych w Polsce. Od 1937 współpracował z działaczami Frontu Morges i Stronnictwa Pracy.

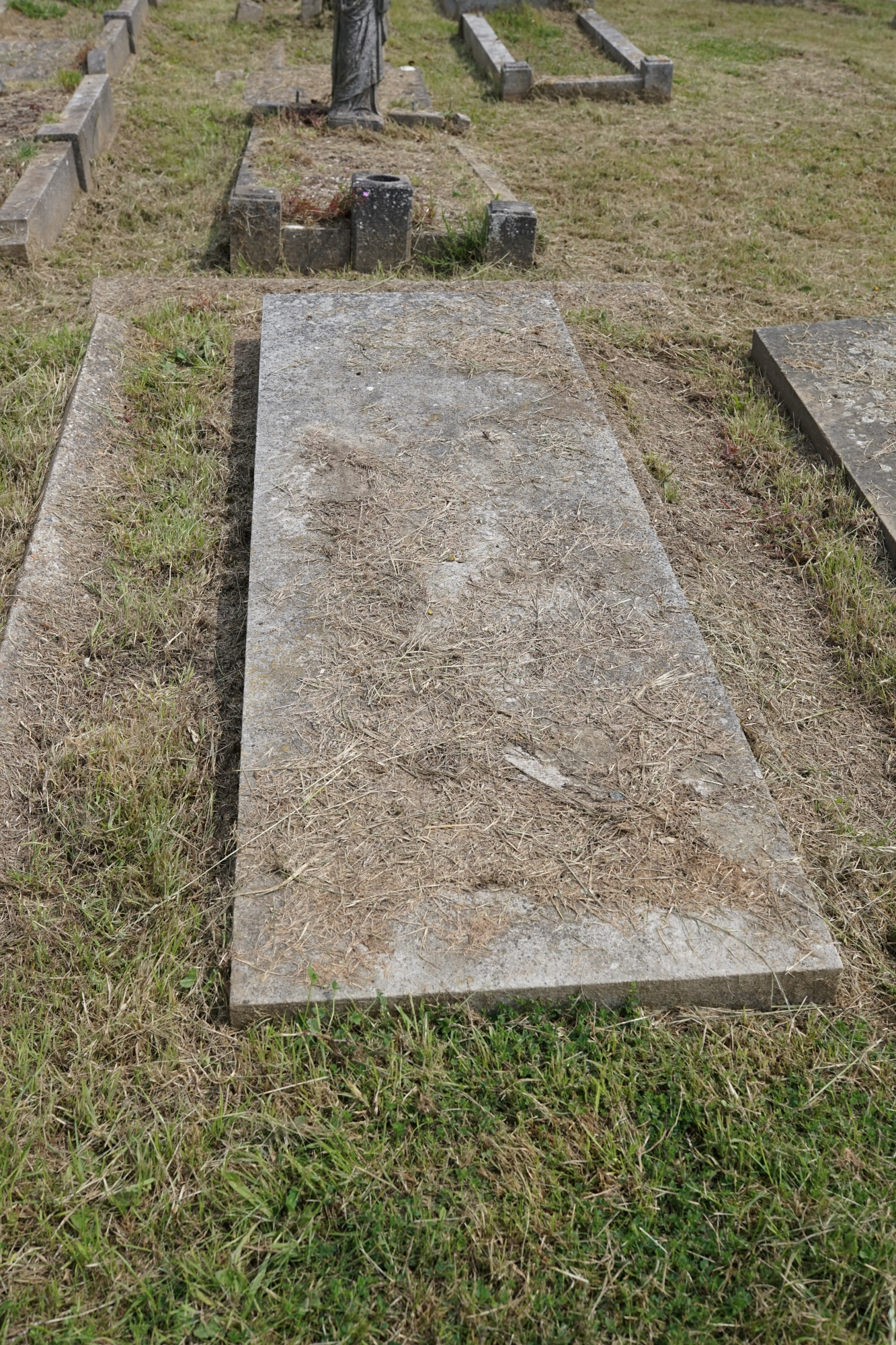
Grób Henryka Strasburgera

Ponownie ministrem przemysłu i handlu został 9 grudnia 1939 i był nim do 5 czerwca 1942 w dwu rządach Władysława Sikorskiego. Jednocześnie – do 14 lipca 1943 – był ministrem skarbu. Od 14 lipca 1943 do 24 listopada 1944 był ministrem stanu do spraw Bliskiego Wschodu w rządzie Stanisława Mikołajczyka. Istnieją poszlaki, że był jednym z dwóch ministrów rządów polskich na emigracji, który współpracował z wywiadem radzieckim. Od sierpnia 1945 do 19 września 1946 był ambasadorem w Wielkiej Brytanii, reprezentując Tymczasowy Rząd Jedności Narodowej w Warszawie. Pozostał na emigracji w Londynie i tam też zmarł. 
Spoczywa na St. Mary’s Catholic Cemetery (Kensal Green) (Plot XK gr. 1123).

## Ordery i odznaczenia
- Krzyż Komandorski z Gwiazdą Orderu Odrodzenia Polski (9 listopada 1926)[5][6]
- Krzyż Komandorski Orderu Odrodzenia Polski (2 maja 1922)[6][7][6]
- Wielka Gwiazda Odznaki Honorowej za Zasługi (Austria)[5][6]
- Wielka Wstęga Orderu Białej Róży Finlandii (Finlandia)[5][6]
- Wielka Wstęga Orderu Korony Włoch (Włochy)[5][6]
- Wielka Wstęga Orderu Korony (Belgia)[5]
- Wielka Wstęga Orderu Leopolda II (Belgia)[6]
- Wielka Wstęga Orderu Korony Rumunii (Rumunia)[5][6]
- Wielka Wstęga Orderu Świętego Sawy (Jugosławia)[5][6]
- Wielka Wstęga Orderu Wschodzącego Słońca (Japonia)[5][6]
- Wielki Oficer Orderu Korony Włoch (Włochy)[5]
- Wielki Oficer Orderu Legii Honorowej (Francja, 1926)[5]
- Krzyż Komandorski Orderu Legii Honorowej (Francja, 1922)[5][6]